# Yerin (cantante)
Jung Yerin (hangul: 정예린, hanja: 鄭睿隣; Incheon, 19 de agosto de 1996), más conocida por su nombre artístico Yerin (예린) , es una cantante, bailarina y actriz surcoreana. Es miembro del grupo GFriend.

## Primeros años
Yerin nació el  19 de agosto de 1996, en Incheon. Ella asistió a la Escuela de Artes Escénicas de Seúl y se graduó en 2015.

## Carrera

### 2015–2021: Debut con GFriend
El 15 de enero de 2015, Yerin debutó como miembro del grupo de chicas de Corea del Sur GFriend con el lanzamiento de su álbum debut Season of Glass. El grupo tuvo su primera aparición en el programa de música Music Bank el 16 de enero. Hizo su debut como actriz dos meses después interpretando un papel secundario en el drama web Midnight's Girl . El 13 de abril de 2015, apareció en el video musical «I Wish» de la unidad M&D de Super Junior Heechul y TRAX Jungmo.
En enero de 2016, Yerin fue elegido como nuevo MC del programa musical The Show de SBS MTV junto con Zhou Mi. El 17 de octubre de 2016, presentó la canción «Future Boyfriend» del grupo El Camino.
En 2017, Yerin colaboró con Cao Lu y Kisum en el sencillo «Spring Again». Más tarde ese mismo año, participó en el reality de SBS Law of the Jungle, que se desarrolló en  Komodo.

### 2021–presente: Salida de Source Music y Debut en Solitario
En 2021,  después de finalizar su contrato con su anterior agencia,  Source Music, el 22 de mayo Yerin se unió en junio a Sublime Artist Agency. El 19 de agosto se confirmó que Yerin sería la protagonista del Web Drama The Witch Store Reopening junto a Yonghee de CIX.
En 2022 comenzó el año confirmando que sería MC del programa Re:brith track 2 junto al afamado rapero coreano Tiger JK.
En mayo de ese año, también se confirmó que Yerin lanzaría su primer miniálbum, "Aria," el 18 de ese mes.

En abril de 2023, se anunció que Yerin firmó un contrato con Bill Entertainment.

## Discografía

### EPs
| Año                                                                                    | Álbum | Posicionamiento en listas | Posicionamiento en listas | Ventas       |
| Año                                                                                    | Álbum | COR                       | JPN                       | Ventas       |
| -------------------------------------------------------------------------------------- | --- | ------------------------- | ------------------------- | ------------ |
| 2022                                                                                   | Aria - Lanzamiento: 18 de mayo de 2022 - Discográfica: Sublime - Formato: CD, descarga digital, streaming                        | 8                         |                           | - COR 40 281 |
| 2023                                                                                   | Ready set love - Lanzamiento: 23 de agosto de 2023 - Discográfica: Bill Entertainment - Formato: CD, descarga digital, streaming |                           |                           |              |
| 2024                                                                                   | Rewrite - Lanzamiento: 4 de septiembre de 2024 - Discográfica: Bill Entertainment - Formato: CD, descarga digital, streaming     |                           |                           |              |
| «—» indica que el álbum no alcanzó posición alguna o no fue lanzado en ese territorio. | |                           |                           |              |

### Sencillos
| Título                                                                             | Año  | Posición más alta | Posición más alta | Álbum                   |
| Título                                                                             | Año  | COR               | COR               | Álbum                   |
| Título                                                                             | Año  | Circle            | Hot               | Álbum                   |
| ---------------------------------------------------------------------------------- | ---- | ----------------- | ----------------- | ----------------------- |
| «Aria»                                                                             | 2022 |                   |                   | Aria                    |
| «In the Rain»                                                                      | 2022 |                   |                   | Sing Forest 2 (LOVE)    |
| «Love is Like a Glass»                                                             | 2022 |                   |                   | Sing Forest 2(Farewell) |
| «bambambam»(밤밤밤)                                                                | 2023 |                   |                   | Ready set love          |
| «Wavy»                                                                             | 2024 |                   |                   | Rewrite                 |
| «—» indica que el sencillo no alcanzó posición alguna o no fue lanzado en el país. |      |                   |                   |                         |

### Bandas sonoras
| Título                                                                                 | Año  | Mejor posición | Álbum               |
| Título                                                                                 | Año  | COR            | Álbum               |
| -------------------------------------------------------------------------------------- | ---- | -------------- | ------------------- |
| «Spring» (봄)                                                                          | 2022 | —              | Good Job OST Part 2 |
| «–» indica que el lanzamiento no se posicionó en la lista o no se lanzó en esa región. |      |                |                     |

### Vídeos musicales
| Año  | Título | Álbum | Director                            | Ref. |
| ---- | ------ | ----- | ----------------------------------- | ---- |
| 2022 | «Aria» | Aria  | Kim Young-jo, Yoo Seung-woo (Naive) |      |

### Colaboraciones
| Título                                                                                 | Año  | Posición en listas de éxitos | Ventas       | Álbum                    |
| Título                                                                                 | Año  | COR                          | Ventas       | Álbum                    |
| -------------------------------------------------------------------------------------- | ---- | ---------------------------- | ------------ | ------------------------ |
| «Future Boyfriend»(미남) (con El Camino )                                              | 2016 | 37                           | KOR: 82,419+ | Sencillo sin álbum       |
| «Spring Again» (왜 또 봄이야) (con Cao Lu y Kisum)                                     | 2017 | —                            | N/A          | Sencillo sin álbum       |
| «Sorry for loving you»(미안해 널 사랑해서) (con GREE)                                  | 2021 | —                            | N/A          | HI, TEEN                 |
| «Love is a Miracle»(Love is 기적 ) (con Stella Jang )                                  | 2022 |                              |              | Sing in the Green Part 5 |
| «Colors» (con Young-jae)                                                               | 2022 |                              |              | Sencillo sin álbum       |
| «–» indica que el lanzamiento no se posicionó en la lista o no se lanzó en esa región. |      |                              |              |                          |

### Créditos de composición
Todos los créditos de las canciones están adaptados de la base de datos de la Korea Music Copyright Association.
| Título         | Año  | Álbum              | Artista | Letrista | Compositor | Arreglista |
| -------------- | ---- | ------------------ | ------- | -------- | ---------- | ---------- |
| «Hope»         | 2019 | Fever Season       | GFriend | Yes      | No         | No         |
| «Secret Diary» | 2020 | 回:Walpurgis Night | GFriend | Yes      | Yes        | No         |

## Filmografía

### Shows de televisión
| Año  | Título                                 | Rol          | Cadena             | Ref.   |
| ---- | -------------------------------------- | ------------ | ------------------ | ------ |
| 2016 | The Show                               | MC           | SBS MTV            | [ 26 ] |
| 2017 | Law of the Jungle                      | Participante | SBS                | [ 11 ] |
| 2021 | Beauty Time 3                          | Panelista    | Lifetime Korea     | [ 27 ] |
| 2021 | Extreme Debut: Wild Idol               | MC           | MBC TV             | [ 28 ] |
| 2022 | Re:brith track 2                       | MC           | YouTube/Studio Grr | [ 15 ] |
| 2022 | Talent X Company Matching Sede-Catchup | MC           | MBN                | [ 29 ] |
| 2022 | Sing in the Green                      | Panelista    | U+Idol Live        | [ 30 ] |
| 2022 | Battle Trip                            | Participante | KBS 2TV            | [ 31 ] |

### Dramas y series web
| Año  | Título                    | Cadena   | Papel       | Nota         | Ref.   |
| ---- | ------------------------- | -------- | ----------- | ------------ | ------ |
| 2015 | Midnight's Girl           | Naver TV | Ye Eun      | Cameo Ep. 4  | [ 32 ] |
| 2016 | Entertainers              | SBS      | The Show MC | Cameo Ep. 7  | [ 33 ] |
| 2019 | Just One Bite 2           | Naver TV | Ella misma  | Cameo Ep. 4  | [ 34 ] |
| 2022 | The Witch Store Reopening | YouTube  | Lee Hae-na  | Protagonista | [ 35 ] |
| 2022 | Sea Village Cloud Pension |          | Gu Ru-mi    | Protagonista | [ 36 ] |

### Apariciones en vídeos musicales
| Año  | Video Musical          | Artista                    | Notas                    |
| ---- | ---------------------- | -------------------------- | ------------------------ |
| 2015 | «I Wish» (하고싶어)    | Kim Hee Chul & Kim Jung Mo |                          |
| 2015 | «Sweetie Pie» (다이뻐) | Lee Seung-hwan             | con el resto de GFriend. |